# Assassin's Creed: The Fall
Assassin's Creed: The Fall is een comic, bestaande uit drie delen, die in het Nederlands is uitgebracht door Dark Dragon Books. De comic speelt zich af in het universum van de gelijknamige computerspelserie. Het volgt de reis van de Russische Assassijn Nikolai Orelov aan het einde van de jaren 1880 en later in het begin van de 20e eeuw en rond de tijd van de Toengoeska-explosie, wiens genetische herinneringen in 1998 worden ervaren door zijn nakomeling Daniel Cross.
De comic werd gemaakt door Cameron Stewart en Karl Kerschl. In eerste instantie was het de bedoeling dat het een uitbreiding zou worden van de reizen van Ezio Auditore da Firenze, maar dat werd veranderd naar een geheel nieuwe setting die meer vrijheid zou bieden aan de schrijvers. Het verhaal volgt echter nog steeds de vete tussen de Tempeliers en de Assassijnen, waarbij de Assassijnen banden hebben met de Narodnaja Volja.
Het verhaal werd voltooid in Assassin's Creed: The Chain.